# Park Jana Kasprowicza we Wrocławiu
Park Jana Kasprowicza (niem. Volkspark lub Gemeindepark) – park miejski zlokalizowany we Wrocławiu. Jego granice wyznaczają: aleja Jana Kasprowicza (od północy), Stara Odra (od południa), rodzinny ogród działkowy „Śnieżka” (od zachodu) oraz ulica Kazimierza Przerwy-Tetmajera i ulica Wacława Potockiego (od wschodu). Obecna nazwa parku obowiązuje na podstawie Uchwały Rady Miejskiej Wrocławia z dnia 9 października 1993 roku (nr LXXI/454/93) w sprawie nazw parków i terenów leśnych istniejących we Wrocławiu.
Centralną część parku zajmuje polana z soliterowym platanem klonolistnym (Platanus acerifolia). Po jej zachodniej stronie znajduje się plac zabaw dla dzieci w wieku 4–7 lat, a także niewielkie, sztuczne, podłużne wzniesienie z terenowymi schodami o drewnianych progach (jedyne wzniesienie na terenie całego parku). Wzdłuż wschodniej oraz zachodniej granicy parku rozmieszczone są stacje „historycznej ścieżki zdrowia”, czyli siłowni plenerowej, która powstała w ramach budżetu obywatelskiego w 2018 r. Na terenie parku nie ma natomiast żadnego akwenu ani fontanny.

## Rośliny
W drzewostanie dominuje swobodna kompozycja gatunków rodzimych. Najliczniej występuje tutaj jesion wyniosły (Fraxinus excelsior), zaś największy jego okaz na tym terenie mierzy około 300 cm obwodu. Drugim drzewem o największym obwodzie w parku jest klon jawor (Acer pseudoplatanus) o obwodzie wynoszącym prawie 240 cm. Po wschodniej stronie parku dominuje grab pospolity (Carpinus betulus). Oprócz wymienionych gatunków, do najbardziej licznych w parku zaliczają się ponadto: lipa drobnolistna (Tilia cordata), robinia akacjowa (Robinia pseudoacacia), klon zwyczajny (Acer platanoides), klon polny (Acer campestre), dąb szypułkowy (Quercus robur), kasztanowiec pospolity (Aesculus hippocastanum) oraz, występujący głównie w północnej części parku, kasztanowiec czerwony (Aesculus × carnea). W rejonie centralnej polany rośnie również dość licznie świerk pospolity (Picea abies) i świerk kłujący (Picea pungens), natomiast w zachodniej części parku można znaleźć sosnę czarną (Pinus nigra).
Spośród gatunków obcych oraz ozdobnych największy okaz w drzewostanie stanowi klon francuski (Acer monspessulanum) o obwodzie około 180 cm, rosnący w pobliżu placu zabaw. Na terenie parku rośnie także m.in.: buk zwyczajny w purpurowej (czerwonolistnej) odmianie (Fagus sylvatica ‘Purpurea’), mieszaniec dębu szypułkowego (Q. robur) z dębem bezszypułkowym (Q. petraea) oraz winoroślowata odmiana lipy. W północno-zachodniej części parku rośnie ponadto szpaler morwy białej (Morus alba).
W warstwie krzewów dominują: wiciokrzewy (Lonicera), krzewuszki (Weigela), głogi (Crataegus) i karagany (Caragana). Oprócz nich w parku rosną również: pęcherznice (Physocarpus), berberysy (Berberis), tamaryszki (Tamarix), tawuły (Spiraea), jeżyny (Rubus), a także niski żywopłot z ligustra pospolitego (Ligustrum vulgare). Wzdłuż ścieżek występują m.in.: rdest ptasi (Polygonum aviculare), koniczyna biała (Trifolium repens), jaskier rozłogowy (Ranunculus repens), babka zwyczajna (Plantago major) oraz wiechlina roczna (Poa annua). Na polanach rosną natomiast m.in.: bluszczyk kurdybanek(Glechoma hederacea), podagrycznik pospolity (Aegopodium podagraria), babka lancetowata (P. lanceolata), koniczyna łąkowa (T. pratense), krwawnik pospolity (Achillea millefolium) i chaber łąkowy (Centaurea jacea).

## Historia
Park powstał w dwóch etapach. Najpierw, w 1913 roku, została oddana do użytku jego wschodnia część, a następnie, w 1927 r. (czyli rok przed przyłączeniem wsi Karłowice do Wrocławia), rozszerzono go w kierunku zachodnim (graniczące z parkiem od zachodu ogródki działkowe mają nawet szereg analogii w układzie przestrzennym). Po II wojnie światowej w parku powstał plac zabaw oraz ścieżki rowerowe.